# Narrative Science
Narrative Science és una empresa tecnològica innovadora, amb seu a Chicago (Illinois), que ha inventat el Quill, una plataforma de llenguatge natural avançat proveïda d'intel·ligència artificial que converteix les dades en històries, com a alternativa als fulls de càlcul o els gràfics. Les narracions es creen a través de dades estructurades i en diferents formats, incloent històries llargues, titulars, tweets i informes d'empresa amb visualitzacions gràfiques. Les històries poden ser personalitzades en funció de les necessitats específiques de cada audiència.
La plataforma d'intel·ligència artificial Quill és la tecnologia encarregada d'agrupar les dades, crear la història i oferir respostes importants. En primer lloc, agrupa les dades i crea una estructura narrativa apropiada per assolir els objectius del seu públic; seguidament, Quill extreu i organitza fets i coneixements clau i els transforma en una història, mitjançant algoritmes complexes; i, per acabar, Quill utilitza les dades per respondre preguntes importants, assessorar i oferir una visió interpretativa de forma clara i concisa.
Narrative Science és un projecte que va arrencar durant el mes de gener de 2010, creat per Stuart Frankel amb la col·laboració de Kris Hammond i Larry Birnbaum, professors de la Northwestern University. L'origen de l'empresa és StatsMonkey, un projecte d'investigació dut a terme per uns estudiants de la mateixa universitat nord-americana.